# Berg (Konradsreuth)
Berg ist ein Gemeindeteil der Gemeinde Konradsreuth im Landkreis Hof (Oberfranken, Bayern). Berg liegt in der Gemarkung Konradsreuth.

## Geografie
Der Weiler ist mittlerweile in der „Leupoldsgrüner Straße“ (=Kreisstraße HO 7) des Gemeindeteils Konradsreuth aufgegangen. Diese führt 1 km südöstlich zur „Münchberger Straße“ (=Staatsstraße 2461) bzw. 1,7 km nordwestlich nach Schödelshöhe. Im Südwesten grenzt das Spitalholz an.

## Geschichte
Von 1797 bis 1810 unterstand Berg dem Justiz- und Kammeramt Hof. Infolge des Ersten Gemeindeedikts wurde Berg dem 1812 gebildeten Steuerdistrikt Konradsreuth und der zugleich entstandenen Ruralgemeinde Konradsreuth zugewiesen.

### Einwohnerentwicklung
| Jahr      | 1819  | 1861  | 1871  | 1885   | 1900   | 1925   | 1950   | 1961   | 1970   | 1987  |
| Einwohner | 12    | 42    | 37    | 27     | 22     | 28     | 19     | 31     | 25     | 23    |
| Häuser    |       |       |       | 4      | 4      | 4      | 3      | 5      |        | 6     |
| Quelle    | [ 5 ] | [ 8 ] | [ 9 ] | [ 10 ] | [ 11 ] | [ 12 ] | [ 13 ] | [ 14 ] | [ 15 ] | [ 1 ] |

## Religion
Berg ist evangelisch-lutherisch geprägt und bis heute nach Konradsreuth gepfarrt.